# Tetrastigma stenophyllum
Tetrastigma stenophyllum är en vinväxtart som beskrevs av Elmer Drew Merrill. Tetrastigma stenophyllum ingår i släktet Tetrastigma och familjen vinväxter. Inga underarter finns listade i Catalogue of Life.